# Богданов, Роман Николаевич
Роман Николаевич Богданов (род. 17 августа 1978, Бердянск, Украинская ССР, СССР) — украинский и российский актёр.

## Биография
Родился 17 августа 1978 года в городе Бердянске (Запорожская область, УССР, СССР).
Учился в Киевском государственном училище эстрадно-циркового искусства на одном курсе с Андреем Данилко (эстрадное отделение, разговорно-вокальный жанр).
Работал конферансье и диджеем.
В 2002—2006 годах работал в театре Андрея Данилко в качестве танцора.
В кино снимается с 1987 года. Наиболее известен по роли Степана Приходько в телевизионном сериале «Солдаты». Играет в России в антрепризных спектаклях.

## Фильмография
1. 1987 — Остров погибших кораблей — мальчик с острова
2. 2003 — За двумя зайцами — дружок Чижа
3. 2004—2013 — Кулагин и партнёры — эпизоды
4. 2006 — Приключения Верки Сердючки — Ромчик
5. 2006—2008 — Счастливы вместе
6. 2007 — Колобков. Настоящий полковник! — капитан Степан Валентинович Приходько
7. 2007—2013 — Солдаты 12-17 — капитан/майор Степан Валентинович Приходько
8. 2009 — Прерванный полёт Гарри Пауэрса — Скворцов
9. 2009 — Два Антона — Гига
10. 2010 — Однажды в милиции — Михаил Виниченко, криминалист
11. 2011 — Интерны — Пациент Савельев
12. 2012 — СОБР (телесериал) — Виктор Ильич Рудяков, старший следователь
13. 2012 — Папины дочки. Суперневесты — ведущий Венского бала в Москве (389)
14. 2012 — Лютый (телесериал) — Рама
15. 2014 — По лезвию бритвы — партизан Николай
16. 2014 — Розыск (телесериал) — Лукин
17. 2016 — РОВД — Володя, «хохол», прораб
18. 2019 — СеняФедя — Вадим, новый сосед Сени и Феди
19. 2020 — Миша портит всё — Антон Горшков, папа
20. 2023 — Патриот-3 — Юрий Петрович

## Работы в театре
- 2012 — Музыкальный спектакль «Моя прекрасная Кэт» (бандит «Циркач»)
- 2022 — «Подыскиваю жену, недорого!» (Толик)